# Antonio Tebaldeo
Antonio Tebaldi, detto il Tebaldeo (Ferrara, 5 novembre 1462 – Roma, 2 novembre 1537), è stato un poeta italiano, amico di Raffaello Sanzio, che lo raffigurò nel Parnaso, celebre affresco.

## Biografia
Molto legato alla famiglia degli Estensi, operò sia a Ferrara che a Mantova, in quest'ultima città al seguito di Isabella d'Este, di cui fu precettore. Nella storia della poesia volgare a Mantova, il Tebaldeo fu l'esponente più importante , purtuttavia continuando a studiare sia testi latini che volgari ed essere scrittore bilingue almeno fino al 1498. 
 Nel 1513, quando ormai la sua produzione letteraria era limitata alla lingua latina, si trasferì a Roma, dove alla morte fu sepolto nella Basilica di Santa Maria in Via Lata.
Oggi si ritiene che proprio Tebaldeo - e non, come a lungo ipotizzato, Pietro Bembo - sia l'autore del celebre epitaffio funebre che compare sulla tomba di Raffaello: